# La Peseta
La Peseta – stacja metra w Madrycie, na linii 11. Znajduje się w dzielnicy Carabanchel, w Madrycie i zlokalizowana jest pomiędzy stacjami Carabanchel Alto i La Fortuna. Została otwarta 18 grudnia 2006.